# 北九州病院グループ
北九州病院グループ（きたきゅうしゅうびょういんグループ）は、福岡県北九州市小倉北区に本部を置く「社会医療法人北九州病院」（しゃかいいりょうほうじんきたきゅうしゅうびょういん）を中核にする病院グループ。

## 概要
日本の病院病床数、系列病院数のランキングでは、国際医療福祉大学グループを抜き9番目に大きい病院グループとされている。系列病院数は8病院。社会医療法人北九州病院の合計病床数は、2,645病床。
但し、上記系列病院数・総病床数は純粋に社会医療法人北九州病院としての数値の為、系列の医療法人福西会も含むと病床数3,000病床は優に超える。
系列病院数は11病院。北九州病院グループ連結職員数は5,000名以上に上る。
また、北九州病院グループに属する関連法人（病院・介護老人施設・看護学校など運営）も含むと50以上の事業所・施設・病院を有する九州最大の病院グループである。
尚、北九州病院グループ（福西会などの系列含む）は病院以外に介護保険施設なども運営している。
住友金属健康保険組合出身の中里寿が、1955年に当時の小倉市内で病院運営に乗り出したことを切っ掛けとして、その後の高度経済成長の波に乗って経営を拡大した。だが、後述する様に1985年に中里理事長が医療費不正請求事件で逮捕され、経営陣を一新して現在に至る。現在の理事長は重松昭生。長く市内にある産業医科大学で麻酔学の研究で活躍し、病院長、学長などを務め2007年度いっぱいで大学を退職。その後、北九州病院に迎えられた。
また関連団体として、一般財団法人西日本産業衛生会があり、こちらは主に健康診断の分野を担っている。

## 北九州病院グループの病院
北九州中央病院
北九州市小倉北区。もともと「北九州病院」はこの病院の名前であり、移転前に改称。
北九州総合病院
北九州市小倉北区。現在のグループにおける中核で、唯一の総合病院。1979年に始めた救命救急事業は、今では北九州市東部地域における第三次救急指定され、福岡県からも災害拠点病院の指定を受け、高度医療が受けられる病院とされる。
北九州八幡東病院
北九州湯川病院
北九州安部山公園病院
北九州津屋崎病院
北九州古賀病院
北九州小倉病院
若杉病院
この病院だけ西日本産業衛生会が運営する。このため、北九州病院運営病院の特徴である「北九州」の地名が病院名につかない。
福西会病院
この病院は、北九州病院グループの別法人にあたる医療法人福西会が運営する。このため、上記と同様「北九州」の地名が病院名につかない。
福西会南病院
この病院は、北九州病院グループの別法人にあたる医療法人福西会が運営する。このため、上記と同様「北九州」の地名が病院名につかない。

## 北九州病院グループ
社会医療法人北九州病院
北九州中央病院・北九州総合病院（救命救急センター）などの運営をするグループの中核法人。8病院・1施設・1事業所を運営する。
一般財団法人西日本産業衛生会
北九州検診診療所・北九州PET検診センター・若杉病院など8施設・事業所・病院を運営する。
医療法人福西会
福西会病院・福西会南病院・ケアセンターひまわり苑などの11施設・病院を運営する。
北九州ヘルスケアサービス株式会社
北九州ヘルスケア湯川・デイサービスせいかつCAN曽根・グループホーム黒崎などの16施設・事業所を運営する。
学校法人創心会
この法人は、看護専門学校の運営を行っている。西日本看護専門学校の1学校を運営する。
公益財団法人西日本奨学会
応募型助成事業として設立。その後平成24年4月公益法人として認定を受け、医療分野に特化した応募型助成事業として奨学金給与事業と振興助成事業を行う。（奨学金の交付などの事業等）
社会福祉法人敬愛会
特別養護老人ホームみどり苑を中心に6施設を運営する。
進和興産株式会社
北進産業株式会社
西光株式会社

## 事件

### 医療費不正請求事件
1985年にグループ病院で看護師を水増しして、多額の基準看護料を不正受給した詐欺事件が発覚。更に、県職員への供応や国立大学や私立大学の医学部教授に資金を提供して医者の名義貸しを行っていたことも発覚し、中里寿理事長らが逮捕された。このためグループ解体・病院の廃院も囁かれたが、当時の末吉興一北九州市長の斡旋もあって、福岡県や北九州市・医師会や地元経済界から理事を送り込んで経営陣を一新している。

### 北九州総合病院救命救急センター長逮捕
2015年11月17日、同グループが運営する北九州総合病院の救命救急センター長の医師が知人女性対する暴行容疑で逮捕される事件が発生した。